# 3547 Serov
3547 Serov è un asteroide della fascia principale. Scoperto nel 1978, presenta un'orbita caratterizzata da un semiasse maggiore pari a 2,4767805 UA e da un'eccentricità di 0,0519497, inclinata di 3,91179° rispetto all'eclittica.